# Magyar Mozgókép Díj a legjobb díszlet- vagy látványtervezőnek
A Magyar Mozgókép Díj a legjobb látványtervezőnek (korábban Magyar Filmdíj) elismerés a 2014-ben alapított Magyar Filmdíjak egyike, amelyet a Magyar Filmakadémia (MFA) tagjainak szavazata alapján ítélnek oda egy-egy év magyar filmterméséből legjobbnak tartott látvány- és díszlettervezőnek.
A díjra történő jelölés nem automatikus; arra azon művek alkotói jöhetnek számításba, amelyeket beneveztek a Magyar Mozgókép Fesztiválra. Nevezni az előző év január 1. és december 31. között moziforgalmazásba került vagy kerülő (forgalmazói szándéknyilatkozattal rendelkező), illetve televíziós csatorna műsorára tűzött, vagy nemzetközi filmfesztiválon versenyben vagy versenyen kívül szerepelt művet lehet.
Miután a Filmakadémia látvány-, jelmez- és díszlettervező szekciójának tagjai január 1-je és 31-e között megnézték a benevezett műveket, titkos szavazással választják ki saját szakmájuk öt jelöltjét, akik felkerülnek a jelöltek listájára.
A listát február 1-jén hozzák nyilvánosságra. A jelölt alkotásokat a Magyar Filmhét műsorára tűzik.
A második körben az Akadémia tagjai e szűkített listáról választják ki egy újabb titkos szavazás során a díjra érdemesnek tartott személyt.
Az ünnepélyes díjátadóra Budapesten, a Magyar Filmhetet lezáró gálán kerül sor minden év március elején.
Az 1. Magyar Filmdíj kiosztásakor e kategóriát összevontan kezelték a legjobb jelmez kategóriával, ennek megfelelően a hivatalos megnevezése Magyar Filmdíj a legjobb díszlet/látvány/jelmeznek volt.

## Díjak és jelölések
A nyertesek a táblázat első sorában, félkövérrel vannak jelölve. 2021 óta az alkotói teljesítményeket a műfajokat összevonva értékelik.
| Év (Gála)                | Díjazottak és jelöltek | Megjegyzés               |
| Csak játékfilm kategória | Csak játékfilm kategória | Csak játékfilm kategória |
| ------------------------ | --- | ------------------------ |
| 2016 (1.)                | - Hujber Balázs és Bárdosi Ibolya – Liza, a rókatündér - Horgas Péter és Jánoskúti Márta – Hajnali láz - Stork Csaba és Szakács Györgyi – Aglaja - Valcz Gábor és Breckl János – Isteni műszak - Valcz Gábor és Szakács Györgyi – Félvilág | [ 5 ] [ * 1 ]            |
| 2017 (2.)                | - Dévényi Rita és Sopsits Árpád – A martfűi rém - Ágh Márton – Tiszta szívvel - Horváth Viktória – #Sohavégetnemérős - Pallós Nelli – Halj már meg - Pater Sparrow – Kút                                                                   | [ * 2 ]                  |
| 2018 (3.)                | - Ágh Márton – Jupiter holdja - Hujber Balázs – A Viszkis - Láng Imola – Testről és lélekről - Rajk László – 1945 - Valcz Gábor – Brazilok                                                                                                 | [ * 3 ]                  |
| 2019 (4.)                | - Rajk László – Napszállta - Ágh Márton – Tegnap - Hujber Balázs – X – A rendszerből törölve - Pater Sparrow – Vándorszínészek - Valcz Gábor – A hentes, a kurva és a félszemű                                                             | [ * 4 ]                  |
| 2020 (5.)                | - Ágh Márton – Drakulics elvtárs - Antal-Fógel Adrienn – Guerilla - Damokos Csaba – Valan – Az angyalok völgye - Rajk László – Akik maradtak - Valcz Gábor – Apró mesék                                                                    | [ * 5 ]                  |
| Összevont kategória      | |                          |
| 2021                     | - Hujber Balázs – Post Mortem - Szurdi Juci – Hab - Ágh Márton – Természetes fény - Pater Sparrow – Toxikoma - Cseh Renátó – Spirál | [ 6 ] [ * 6 ]            |
| 2022                     | - Valcz Gábor – El a kezekkel a Papámtól! - Bozóki Mara – Kék róka - Oleksandr Bilozub – Attila, Isten ostora - Takács Eszter – Korai menyegző - Horváth Viktória és Nánássy Zsolt – Nagykarácsony                                         | [ 7 ] [ * 7 ]            |
| 2023                     | - Láng Imola – A besúgó - Pataki Tamás – Blokád - Czigler Balázs és Vati Tamás – Örök hűség - Nyitrai Anna – Magasságok és mélységek - Horváth Viktória – Béke – A nemzetek felett                                                         | [ 8 ] [ 9 ]              |
| 2024                     | - Pater Sparrow – Semmelweis - Bobor Ágnes – Lefkovicsék gyászolnak - Pintér Réka – Tündérkert – Kísértések kora - Nemetz Alex – Hadik - Bozóki Mara – Majdnem menyasszony                                                                 | [ 10 ] [ 11 ] [ 12 ]     |
| 2025                     | - Pető Beatrix – Most vagy soha! - Szurdi Juci – Véletlenül írtam egy könyvet - Takács Eszter – Lepattanó - Valcz Gábor – Hogyan tudnék élni nélküled? - Valcz Gábor és Kun Barnabás – S.E.R.E.G.                                          | [ 13 ] [ 14 ]            |